# Linjärt mästerskap

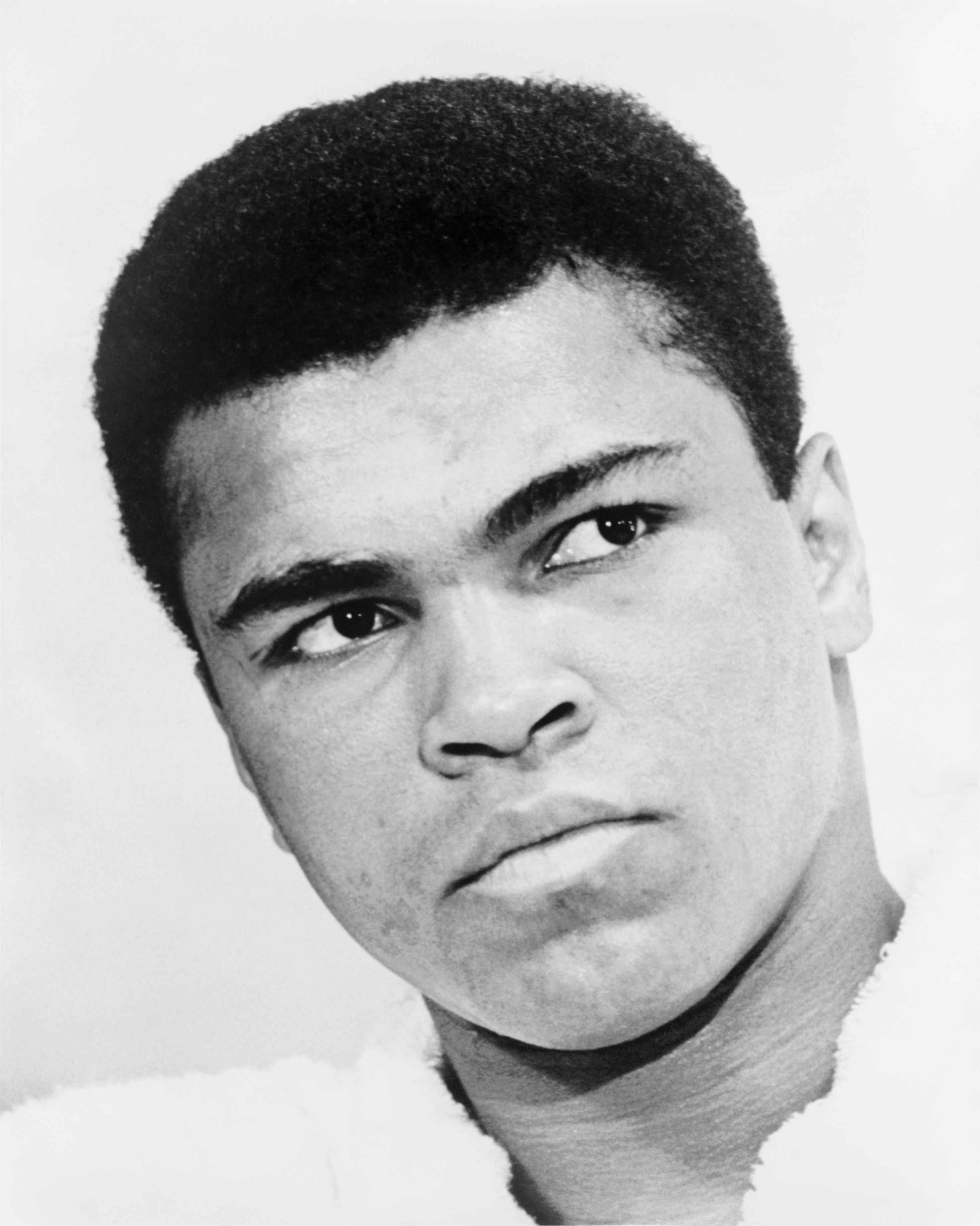
Muhammad Ali - linjär mästare tre gånger

I professionell boxning är det linjära mästerskapet i en viktklass en "tänkt" VM-titel. Initialt hölls denna titel vid någon tidpunkt då en boxare allmänt hyllades som den bästa i klassen. En annan boxare kan sedan vinna linjära mästerskapet endast genom att besegra den regerande linjära mästaren i ringen. Den linjära mästaren beskrivs som "mannen som slog mannen".
Det finns ingen enskild kanonisk lista över linjära mästare i varje viktklass. Detta eftersom det inte finns någon överenskommen metod vad man ska göra när den nuvarande mästaren slutar eller flyttar till en annan viktklass.

## Historia
Konceptet med en linjär mästare utvecklades av boxningsfans som var missnöjda med att de stora boxningsorganen (WBC, WBA, IBF med flera) alla tenderade att erkänna olika mästare. I synnerhet var man upprörda över förbundens beslut att ofta frånta en mästare hans titel vid en vägran att möta ett förbunds top-rankade utmanare. Före 1970-talet hände detta ganska sällan. National Boxing Association (NBA) och New York State Athletic Commission (NYSAC) erkände ibland olika mästare, men det var oftast bara under en kort tid innan den ena mästaren besegrade den andra. Det "linjära mästerskapet" är tänkt som en återgång till den tiden. Flera toppboxare, exempelvis Mike Tyson och Lennox Lewis, har menat att detta att vara innehavare av denna "titel" är ett mål de strävat efter.

## Oklarheter

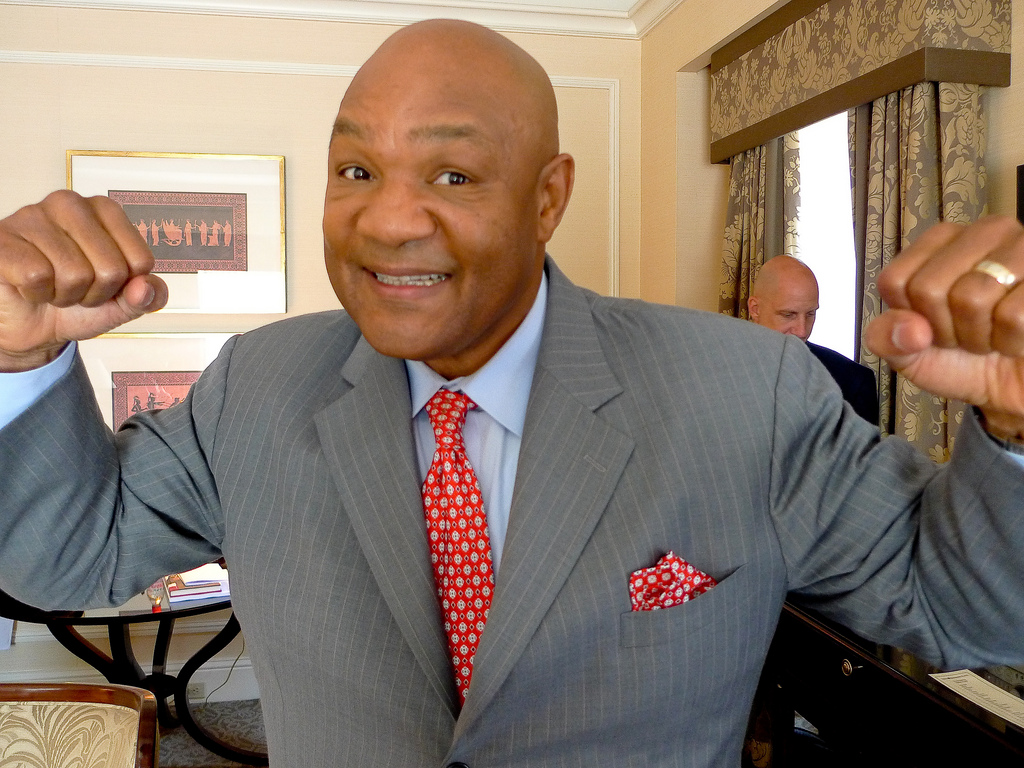
Foreman linjär mästare - trots fråntagen titel

Ett problem i samband med genomförandet av ett "linjärt mästerskap" är vad man ska göra om den linjära mästaren slutar, dör eller flyttar till en annan viktklass. Olika sätt att lösa denna vakans gör att det linjära mästerskapet självt kan bli föremål för tvist. Under NBA/NYSAC-eran (innan något av förbunden WBA, WBC, IBF var grundade) blev en titelvakans fylld genom ett "box-off" mellan 2, 4 eller ännu fler topprankade utmanare. Eftersom det moderna linjära mästerskapet bara är en teoretisk titel som vidmakthålls av fansen, finns det inga pengar eller någon organisation bakom för att ordna sådana "box-offs", och det kanske inte heller råder total enighet om vem de bästa utmanarna är.
Ett exempel är titeln i lätt tungvikt. Den ansågs vakant från tiden då Michael Spinks gick upp till tungvikt år 1985 fram till någon gång under 1990-talet. Medan t.ex. Cyber Boxning Zone anser Virgil Hills vinst över av  Henry Maske som början på nästa "tronföljd", spårar The Ring Magazine och HBO titeln tillbaka till då Roy Jones Jr vann den.
En annan kritik av det linjära mästerskapet är att en boxare kan behålla sin titel även om han boxas mot klart sämre motståndare. Till exempel ansågs George Foreman vara linjär mästare från 1994 till 1997 då Shannon Briggs till sist besegrade honom. Efter att WBA och IBF tagit ifrån Foreman titlarna under 1995, slog Foreman endast två lågt rankade motståndare innan hann mötte Briggs. Den linjära mästaren är därför inte nödvändigtvis den boxaren som ses som den bästa. BoxingScene ansåg Zsolt Erdei vara den linjära lätt tungvikts-mästaren från hans vinst år 2004 över Julio César González fram till 2009, då han flyttade upp till Cruiservikt. Under perioden hade han dock mest mött låg-kalibriga motståndare och Cliff Rold på BoxingScene menar i samband med detta att "...tanken att en mästare måste förlora en titel i ringen verkar solid, men i praktiken är den ändå mycket bristfällig".

## Versioner
Boxningsmagazinet The Ring har sin egen version av VM-titeln. En vakant titel tilldelas endast vinnaren av en match mellan The Rings utmanare nr 1 och utmanare nr 2 eller 3. The Rings Top-10-ranking är trovärdig, men ändå inte systematisk. Under 2007 köptes The Ring av ägarna till boxningspromotorn Golden Boy Promotions, som sedan dess har marknadsfört The Rings VM-titel när denna stått på spel i en match som promotorföretaget själva legat bakom.
Cyber Boxing Zones (CBZ) är en annan aktör, som på sin webbplats tillhandahåller egna listor med linjära mästare.
BoxingScene.com instämmer inte med de linjer som ges av The Ring och CBZ, speciellt inte i de lägre viktklasserna med en högre frekvens av mästare som bytt viktklass. BoxingScene har spårat sina egna linjer, i allmänhet tillbaka till 1990-talet. Det finns också en annan hemsida, (www.linealchamps.com), där boxningsfans stöder begreppet "linjära mästare" i endast de ursprungliga åtta viktklasserna, inte de sjutton som nu är rådande.

## Rekord

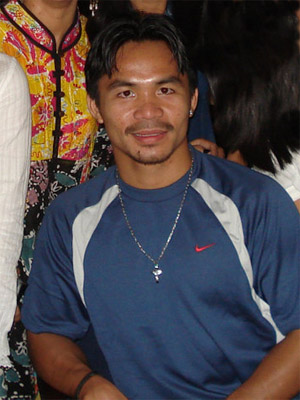
Pacquiao linjär mästare fyra gånger. Eller bara tre...

- Muhammad Ali är den enda tungviktsboxaren som innehaft det linjära mästerskapet tre gånger. Detta då han besegrade Sonny Liston 1964, George Foreman 1974, och Leon Spinks i en returmatch 1978.

- Manny Pacquiao är den enda boxare som kunnat kalla sig "linjär mästare" i fyra olika viktklasser (flugvikt, fjädervikt, lätt lättvikt och lätt weltervikt) av Cyber Boxning Zone[7] och BoxingScene.com[8]. Enligt The Ring har Pacquiao haft titlar i tre olika viktklasser (fjädervikt, lätt lättvikt och lätt weltervikt).[8]